# Karl von Piloty
Carl Theodor von Piloty, né à Munich le 1er octobre 1826 et mort à Ambach am Starnberger See, près de Münsing, le 21 juillet 1886, est un peintre allemand d'origine bavaroise qui transforma la peinture de son temps en royaume de Bavière par son style dramatique et réaliste. Les peintres formés par lui à l'académie des beaux-arts de Munich, ou sous son influence, sont regroupés dans l'école de Munich caractérisée par son clair-obscur italianisant.

## Biographie
Son père Ferdinand Piloty était un lithographe de renom. En 1840, Carl von Piloty entre à l'Académie des beaux-arts de Munich, où il étudie la peinture auprès de Julius Schnorr von Carolsfeld. Après un voyage en Belgique, en France où il étudia avec Delaroche, et en Angleterre, il commence à travailler comme peintre de genre. En 1853, il produit La Nourrice, dont le style original fait sensation.
Il se tourne alors vers la peinture d'histoire et produit Le Ralliement de Maximilien Ier à la Ligue catholique en 1609 qui lui est commandé par Maximilien II de Bavière en 1854. Son Seni devant le corps de Wallenstein, acheté par Louis Ier de Bavière pour la Neue Pinakothek de Munich en 1855, lui vaut d'être nommé professeur à l'Académie de Munich, dont il deviendra le directeur en 1874. Il accumule ensuite les honneurs en produisant des peintures monumentales dont le style académique est par la suite beaucoup critiqué.
Carl von Piloty a eu entre autres pour élèves Franz von Lenbach, Franz Defregger, Max Ebersberger, Rudolf Epp, Hans Makart, Pál Szinyei Merse, Henryk Siemiradzki, Adolf Eberle et Gabriel von Max, ainsi que le peintre hongrois Gyula Benczúr qui, de retour à Budapest, allait faire régner le style académique munichois en Hongrie pendant près d'un quart de siècle.
L'une de ses œuvres les plus connues est L'Assassinat de Jules César.

## Œuvres
- Néron dansant sur les ruines de Rome tranquillement
- La Mort de César
- Le Matin de la bataille de la Montagne Blanche
- L'Arrestation des fils d'Édouard IV
- La Mort d'Alexandre le Grand
- Godefroy de Bouillon en pèlerinage en Terre sainte
- Thusnelda au triomphe de Germanicus
- Galilée en prison
- Découverte de l'Amérique
- Les Girondistes
- Seni devant le cadavre de Wallenstein (huile sur toile 312 x 364 cm), 1855, Munich, Neue Pinakothek[1]
- Cleopatra, lithographie

## Galerie

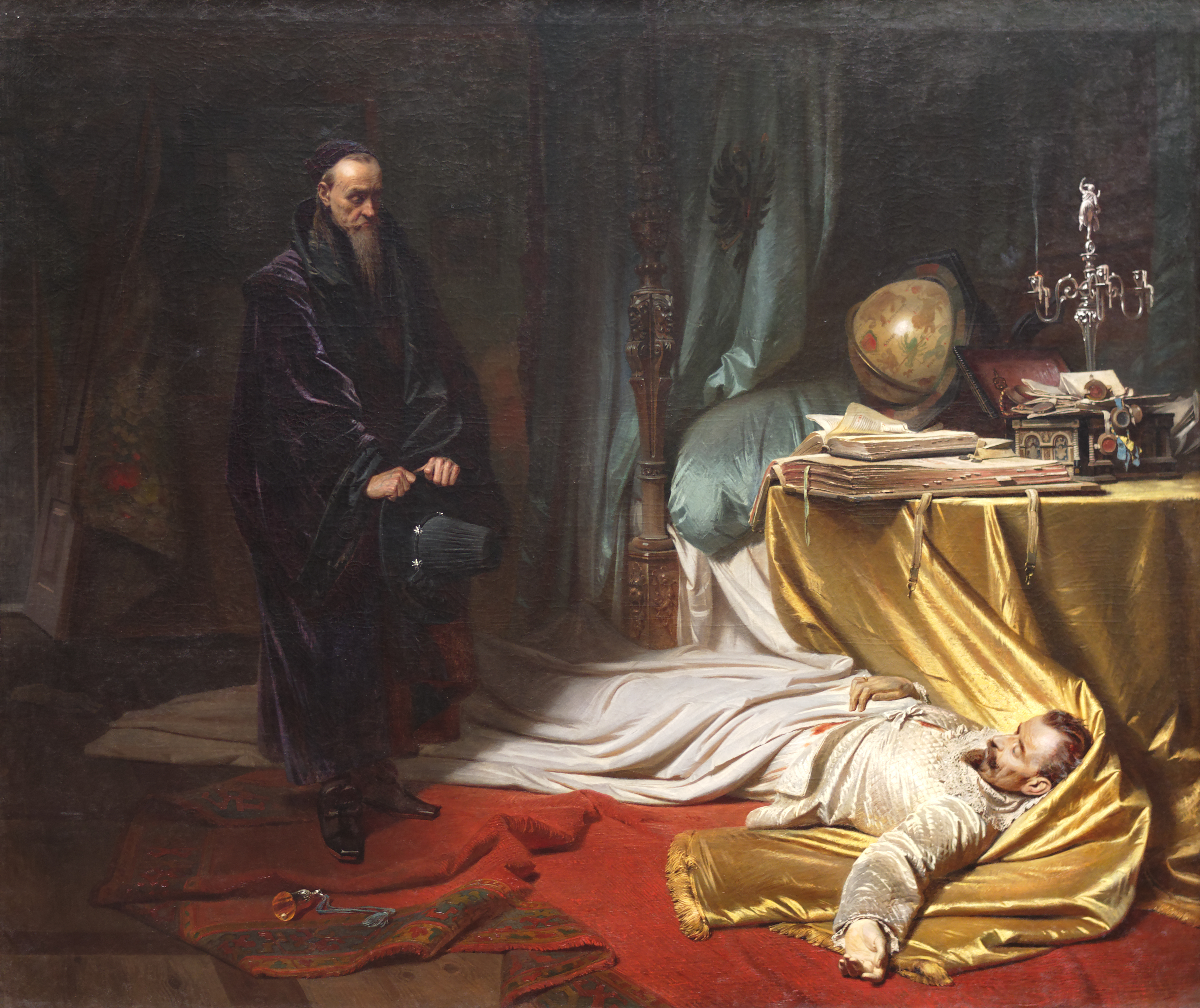
Seni devant le corps de Wallenstein (1855), Neue Pinakothek, Munich
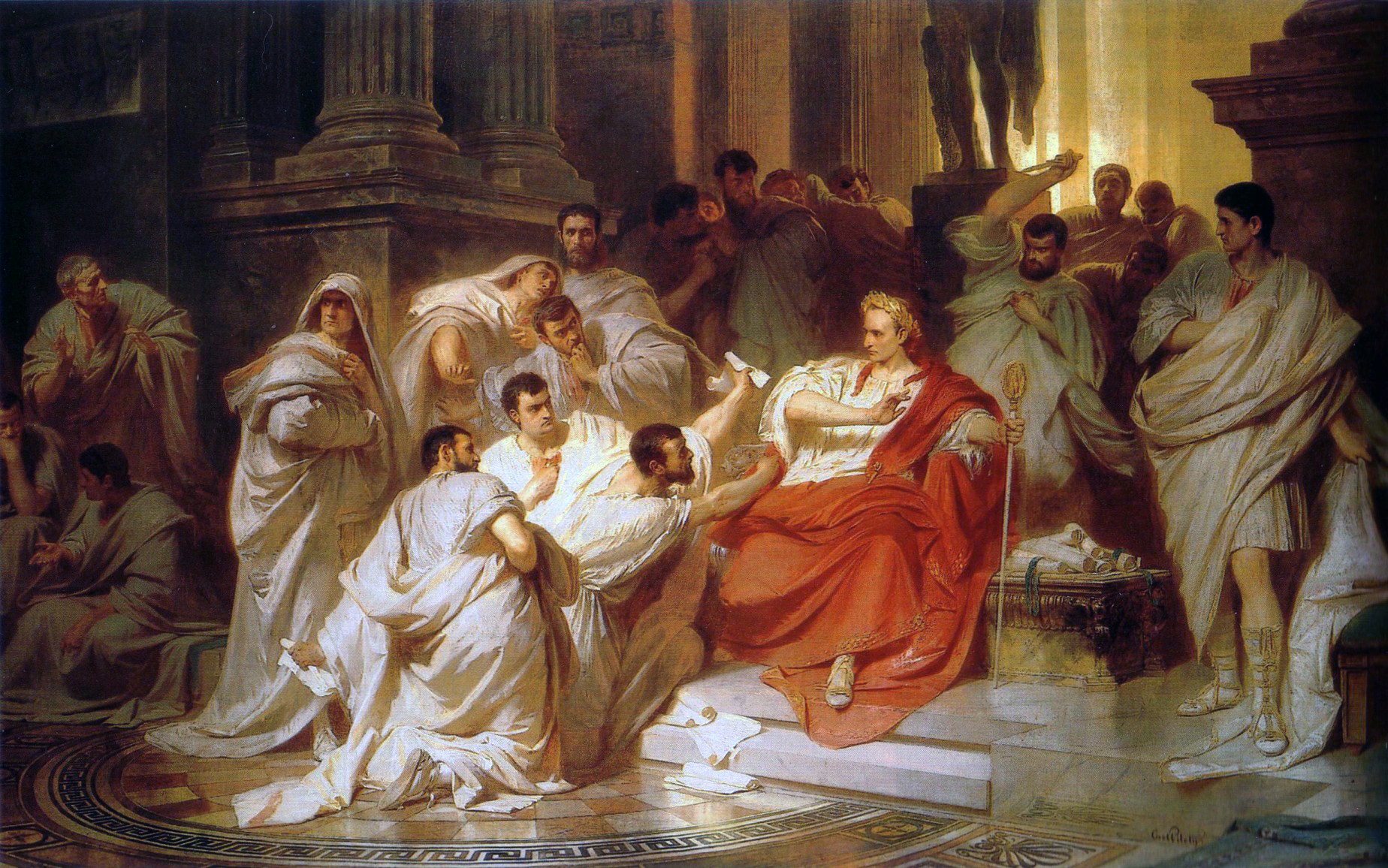
La Mort de César (1865), Niedersächsisches Landesmuseum, Hanovre
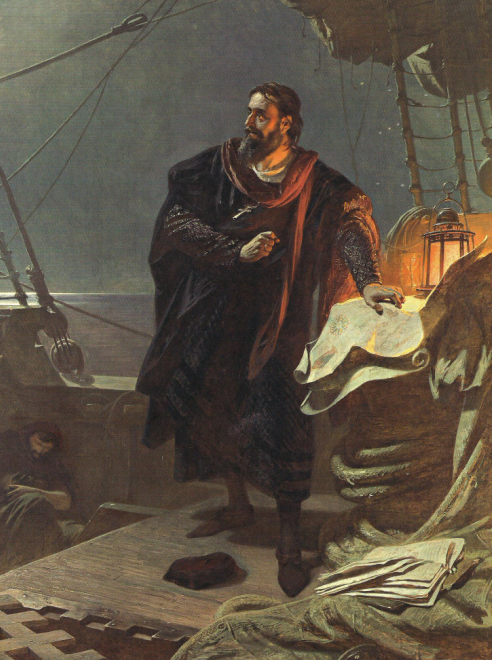
Christophe Colomb (1865), Neue Pinakothek, Munich
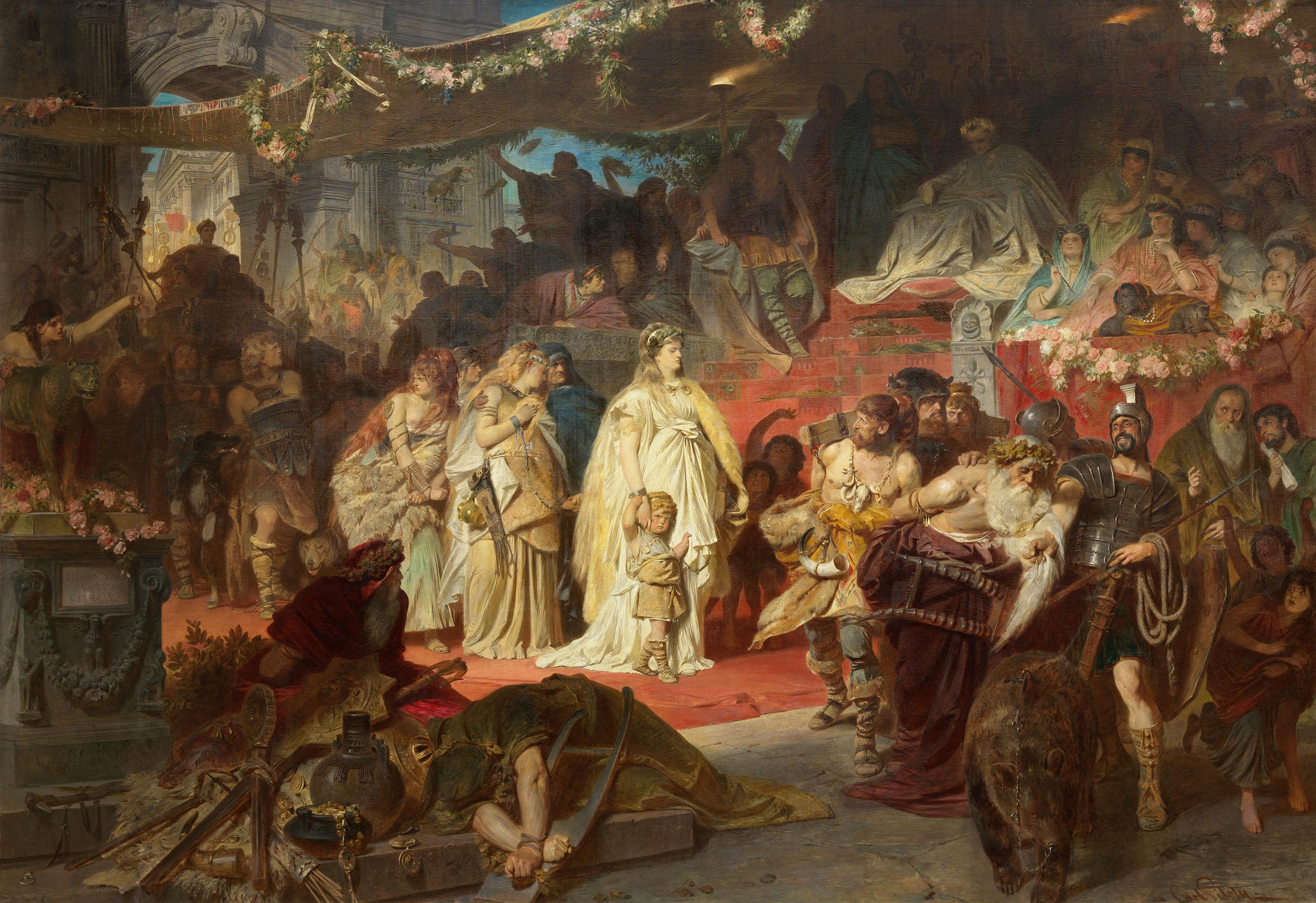
Thusnelda au triomphe de Germanicus (1873), Neue Pinakothek, Munich
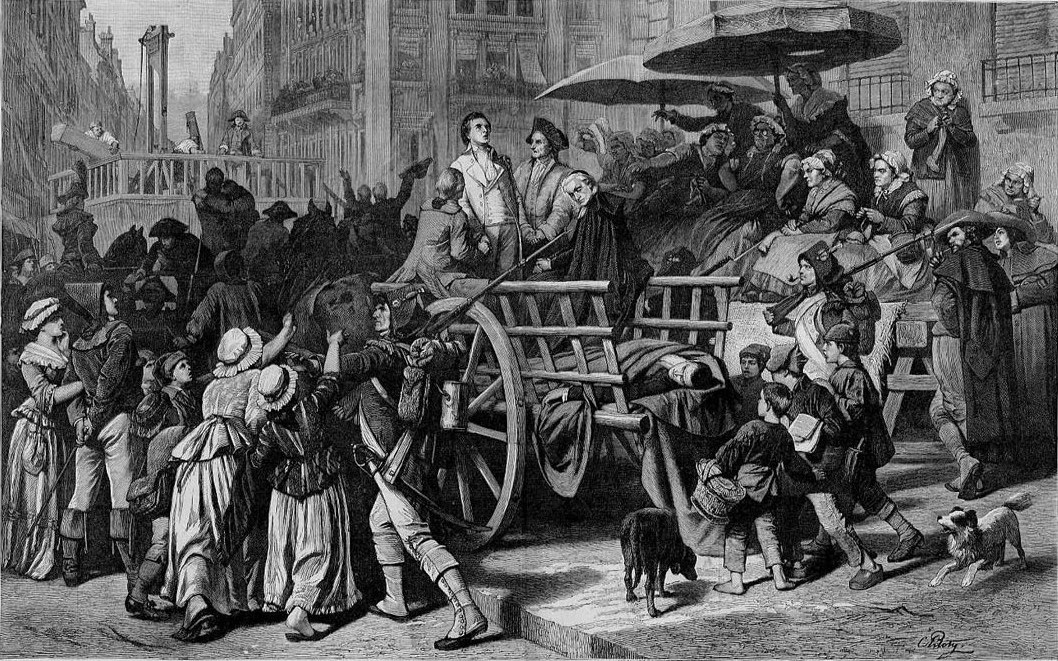
Les Girondistes. Imprimé du tableau pour Harper's Weekly, (1881)
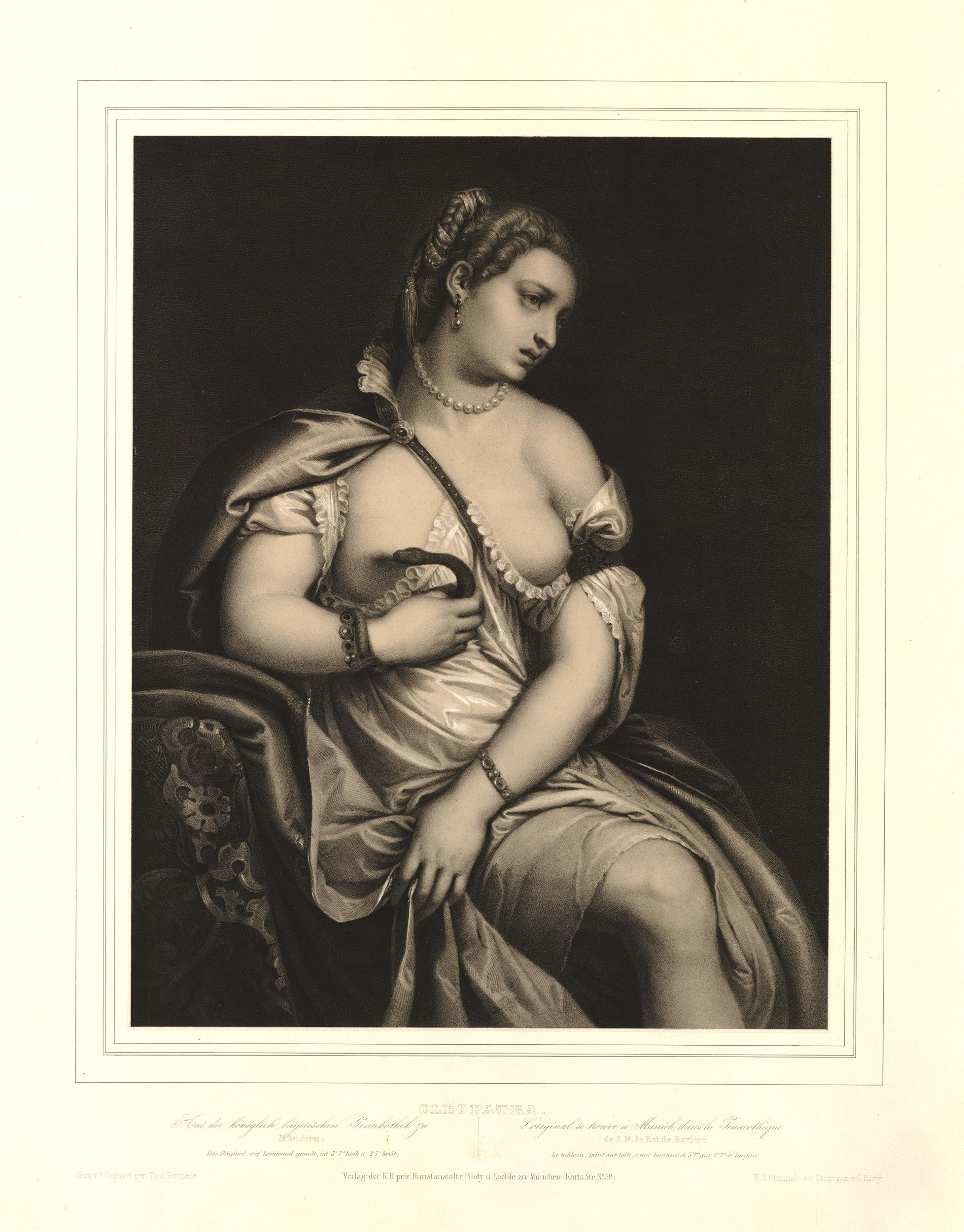
Cleopatra, lithographie d'après Véronèse (n. d.), British Museum